# Prabhergia nayarii
Prabhergia nayarii är en urinsektsart som beskrevs av John Tenison Salmon 1965. Prabhergia nayarii ingår i släktet Prabhergia och familjen Tullbergiidae. Inga underarter finns listade i Catalogue of Life.